# Un esclave de choix
Un esclave de choix (Wise Quackers) est un cartoon, réalisé par Friz Freleng et sorti en 1949, qui met en scène Daffy Duck et Elmer Fudd.